# Линготто

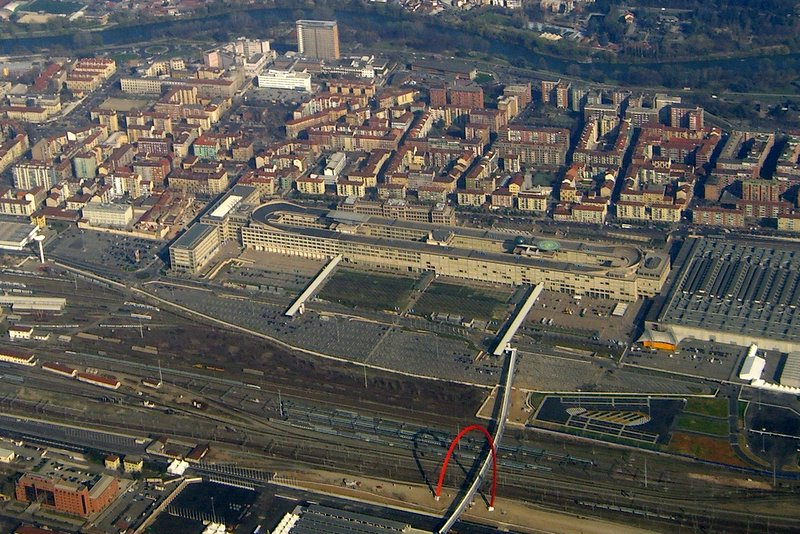
Lingotto

Линготто (Lingotto, /lin.'gɔt.to/) — район итальянского города Турин, где располагался одноимённый автомобильный завод фирмы Фиат. Завод был открыт в 1923 году и на тот момент был самым крупным автозаводом в мире.
В 1982 году завод был закрыт, а к 1989 году здание завода было реконструировано в современный многофункциональный комплекс. На сегодняшний день в нём располагаются торгово-развлекательный центр, концертные залы, театр, отель.

## Интересные факты
- На крыше завода был построен трек для испытаний собранных автомобилей. При реконструкции здания трек был сохранён, его можно увидеть на космических снимках.
- В 2006 году в рамках зимней Олимпиады на ледовой арене Овал Линготто, расположенной в здании, проходили конькобежные соревнования.